# 偽牧師
『偽牧師』（にせぼくし、The Pilgrim）は、1923年公開のサイレント映画。脚本、監督、主演はチャーリー・チャップリン。彼のファースト・ナショナル・ピクチャーズにおける8作目の映画で、同社における最後の作品である。オリジナル版の上映時間は59分であったが、後述の再編集版でより短くなった。
構成は、身分詐称・露見ものである点で、彼の初期のいくつかの2巻物（『チャップリンの総理大臣』『チャップリンの駈落』など）を踏襲している。
本作は、エドナ・パーヴァイアンスとチャップリンが共演した最後の作品となった（エドナはこの作品の後に『巴里の女性』（1923年）にも主演しているが、チャップリンはほんの脇役でカメオ出演しているのみである）。
また、本作は後に脚本家となるディーン・リーズナー（テレビシリーズ『ローハイド』、映画『ダーティハリー』などが有名）の映画初出演作としても知られている。

## あらすじ
チャップリン演じる脱獄囚は、囚人服を脱ぎ捨てて牧師の服を盗み逃亡を続ける。彼はある小さな町にたどり着くが、そこで新たに着任した町の教会の牧師と間違えられてしまう。

## キャスト
- 脱獄囚：チャーリー・チャップリン
- ブラウン嬢：エドナ・パーヴァイアンス
- ブラウン夫人（エドナの母）：キティ・ブラッドベリ
- 駆落ちする男・列車の車掌・悪がきの父（三役）：シドニー・チャップリン
- 駅の男・列車の保安官（二役）：ヘンリー・バーグマン
- 教会執事：マック・スウェイン、ロイヤル・アンダーウッド
- 悪がきの母：メイ・ウェルズ（英語版）
- 悪がき：ディーン・リーズナー（英語版）
- 泥棒ハワード・ハンティントン：チャールズ・リーズナー（英語版）
- 町の保安官ブライアン：トム・マレイ（英語版）
- 会衆：フィリス・アレン

## 製作
本作はチャップリン映画で初めて即興のみに依らず紙に書かれたシナリオで製作された。撮影は42日にわたった。
エンディングには、別のアイディア（脱獄囚は逃亡することなく町に残り、オルガンをジャズバンドに、募金用の皿をギャンブル用に代えてしまう牧師になる）も検討されていた。

## 反響
プロテスタントの組織やクー・クラックス・クランが反発を示し、ペンシルベニア州では多くのシーンがカットされた。

## トリビア
- 逃亡中のチャップリンが列車に乗っている場面で、隣に座っている保安官が読んでいる新聞の記事によれば、彼の役名は「Lefty Lombard」となっている。この新聞は1922年5月17日付で、記事をよく読むと、「Lefty Lombard」またの名を「楡の木」（Slippery Elm）は、刑務所の食堂の下水道管に飛び込み、下水処理場にたどり着いて脱獄し、1,000ドルの賞金が賭けられていることが分かる。さらに記事には、守衛が彼の脱獄の際に驚きのあまり動けなくなったことと、彼の脱獄は計画されている大量脱獄の一環と見られているとも記されている。
- 本作中の字幕には「In the good old days before Prohibition」（禁酒法以前の古き良き時代）とある。アメリカ合衆国での禁酒法施行は1920年1月16日であるため、上記新聞の日付との矛盾が生じている。
- 駅にて行き先を決める際に最初に選んだ行き先は「SING SING」（直訳すれば「〈うたを〉歌う」）の表記だけだが、これはシンシン刑務所の事であり、該当場面で愕然としてしまう理由である。日本語字幕でもそのように表記されている。

## 再編集版
本作は1959年、他のファースト・ナショナル社の2作品とともにチャップリン自身によって再編集され、『チャップリン・レヴュー』として公開された。この再編集版には、チャップリンにより音楽とナレーションが付け加えられており、本作には「I'm Bound For Texas」というチャップリン作詞作曲の主題歌も挿入されている。この主題歌は、マット・モンローにより歌われている。歌詞は#外部リンク Texas (Bound for Texas)を参照。